# كيفن كوسيت
كيفن كوسيت هو لاعب كرة قدم كندي، ولد في 9 يناير 1990 في Greenfield Park, Quebec ‏ في كندا. لعب مع إمباكت مونتريال ولويسفيل سيتي.

## وصلات خارجية
- كيفن كوسيت على موقع قاعدة بيانات كرة القدم.إي يو (الإنجليزية)